# Oituz
Oituz là một xã thuộc hạt Bacău, România. Dân số thời điểm năm 2002 là 9718 người.